# Meledinskaja
Meledinskaja (in lingua russa Мелединская) è una città situata in Russia, nell'Oblast' di Arcangelo, nel Vel'skij rajon.